# Alan Greenspan
Alan Greenspan (ur. 6 marca 1926 w Nowym Jorku) – amerykański ekonomista pochodzenia żydowskiego, doktor nauk ekonomicznych, wieloletni przewodniczący Rady Gubernatorów Systemu Rezerwy Federalnej, Kawaler Komandor Orderu Imperium Brytyjskiego (KBE).

## Życiorys

### Młodość i wykształcenie
Ojciec Alana Greenspana, Herbert, pochodził z rodziny o korzeniach niemiecko-żydowskich, natomiast matka, Rose Goldsmith, była polską Żydówką z Buczacza. Studiował w Juilliard School w latach 1943–1944. Tytuł Bachelor of Science z dziedziny ekonomii otrzymał w 1948, a magistra w 1950 roku. W 1977 roku został uhonorowany tytułem doktora ekonomii. Jego praca doktorska nie jest udostępniania od 1987 na jego prośbę. Wszystkie tytuły zdobył na Uniwersytecie Nowojorskim. Studiował także na Uniwersytecie Columbia.

### Poglądy i praca zawodowa
W latach 50. i 60. XX wieku związany był z pisarką Ayn Rand i jej obiektywistycznym ruchem, promując nieskrępowany kapitalizm jako filozofię socjalną i ekonomiczną. Pisał artykuły do pism ruchu. Był także autorem kilku esejów w książce Rand Capitalism: the Unknown Ideal. Popierał system monetarny oparty na złocie i leseferyzm. Jednocześnie był mocno krytykowany przez członków ruchu Leonarda Peikoffa i Harry’ego Binswangera, którzy uważali, że praca dla Rezerwy Federalnej jest porzuceniem ideałów obiektywizmu i zasad wolnego rynku.
Przed jego pracą dla systemu rezerwy federalnej USA Alan Greenspan był prezesem Aluminum Company of America (Alcoa), Automatic Data Processing, Inc., Capital Cities/ABC, Inc., General Foods, Inc., J.P. Morgan & Co., Inc., Morgan Guaranty Trust Company of New York, Mobil Corporation i The Pittston Company.
W latach 1974–1977 był szefem Rady Doradców Ekonomicznych (Council of Economic Advisers) prezydenta Geralda Forda.

### Szef systemu rezerwy federalnej USA
2 czerwca 1987 prezydent Ronald Reagan mianował Alana Greenspana na szefa Rezerwy Federalnej, jako następcę Paula Volckera. Na jego nominację rynki zareagowały największymi w ciągu ostatnich pięciu lat spadkami – niektórzy uważali, że Greenspan będzie raczej politykiem. Senat zatwierdził go na tym stanowisku 11 sierpnia.
Już po dwóch miesiącach pracy musiał stawić czoło pierwszemu kryzysowi (czarny poniedziałek w 1987 r.).
18 maja 2004 został bezprecedensowo nominowany przez George’a W. Busha po raz piąty na szefa Rezerwy Federalnej. Łącznie to stanowisko zajmował podczas rządów czterech prezydentów – Ronalda Reagana, George’a H.W. Busha, Billa Clintona oraz George’a W. Busha.
Jako szef Rezerwy Federalnej Greenspan zakończył urzędowanie 31 stycznia 2006. Jego następcą został Ben Bernanke. Swoje wspomnienia, obserwacje i analizy spisał w autobiograficznej książce Era zawirowań.

## Ocena działalności w Fed
Zwolennicy polityki Alana Greenspana jako szefa Fed uważają, że dzięki przemyślanej polityce pieniężnej Stany Zjednoczone przeżywały jeden z najlepszych okresów prosperity w swojej historii, pomimo poważnych zagrożeń, takich jak wydarzenia 11 września 2001 roku.
Krytycy uważają, że polityka interwencji Fed w czasie kryzysów, takich jak np. upadek LTCM, sztucznie podtrzymywała zaufanie inwestorów do hossy, kosztem jednak zwiększonej podaży pieniądza. W czasie rządów Greenspana podaż pieniądza M3 wzrosła o 187% z 3,5 bln do ponad 10 bln dolarów, średnio o 5,8% rocznie (procent składany), znacznie powyżej stopy wzrostu PKB.
Na przykład w 2004 roku stopa procentowa Fed została ustalona na poziomie 1%, to jest poniżej inflacji. Tak więc Fed w istocie dotował w tym czasie udzielanie kredytów. Zdaniem krytyków nadwyżka podaży pieniądza doprowadziła do powstania baniek spekulacyjnych, takich jak boom dotcomów w 2000 roku. Fed, nie interweniując, doprowadził do olbrzymiej, błędnej alokacji kapitału w gospodarce. 
Podczas przesłuchania przed Kongresem 24 października 2008 Greenspan przyznał, że to jego błędy przyczyniły się do nienotowanego od wielu lat kryzysu finansowego, jaki pojawił się w tamtym roku.